# Joaquín Blake
Joaquín Blake y Joyes (19. srpna 1759 – 27. dubna 1827) byl vojenský důstojník, který sloužil ve francouzských revolučních válkách a také ve španělské válce za nezávislost.

## Život
Jeho matka byla Španělka z Galicie a jeho otec byl Ir. Narodil se do rodiny aristokratů v Malaze.

### Ranná kariéra
Když byl poručíkem, tak se účastnil dobývání Gibraltaru, které skončilo vítězstvím Britů. Po vypuknutí války s Francií roku 1793 byl povýšen na kapitána. V roce 1794 byl zraněn v bitvě u San-Lorenzo-de-la-Muga. Roku 1802 byl povýšen na brigádního generála.

### Španělská válka za nezávislost
Stal se generálporučíkem a velel Galicijské armádě. Bojoval proti Grande Armeé a úspěšně s ní vedl těžké boje. Jeho armáda byla poražena v bitvě u Medina del Rio Seco. V bitvě o Zorzonu se Blakeovi povedlo uchránit armádu před obklíčením.

#### Bitva o Albuera
V roce 1810 se Blake podílel na vzniku generálního štábu. Během bitvy úspěšně bránil křídlo proti početní přesile a získal zde hodnost generál kapitán.

### Pozdní roky
V roce 1814 byl umístěn do zámku Vincennes. V letech 1815–1819 byl jmenován do inspektorátu ženijních vojsk. Roku 1820 byl jmenován do Státní rady. Roku 1823 se vrátil král Ferdinand VII. a Blake byl zajat a mučen. Pár týdnů před svoji smrtí byl rehabilitován.